# Jan Sluyters

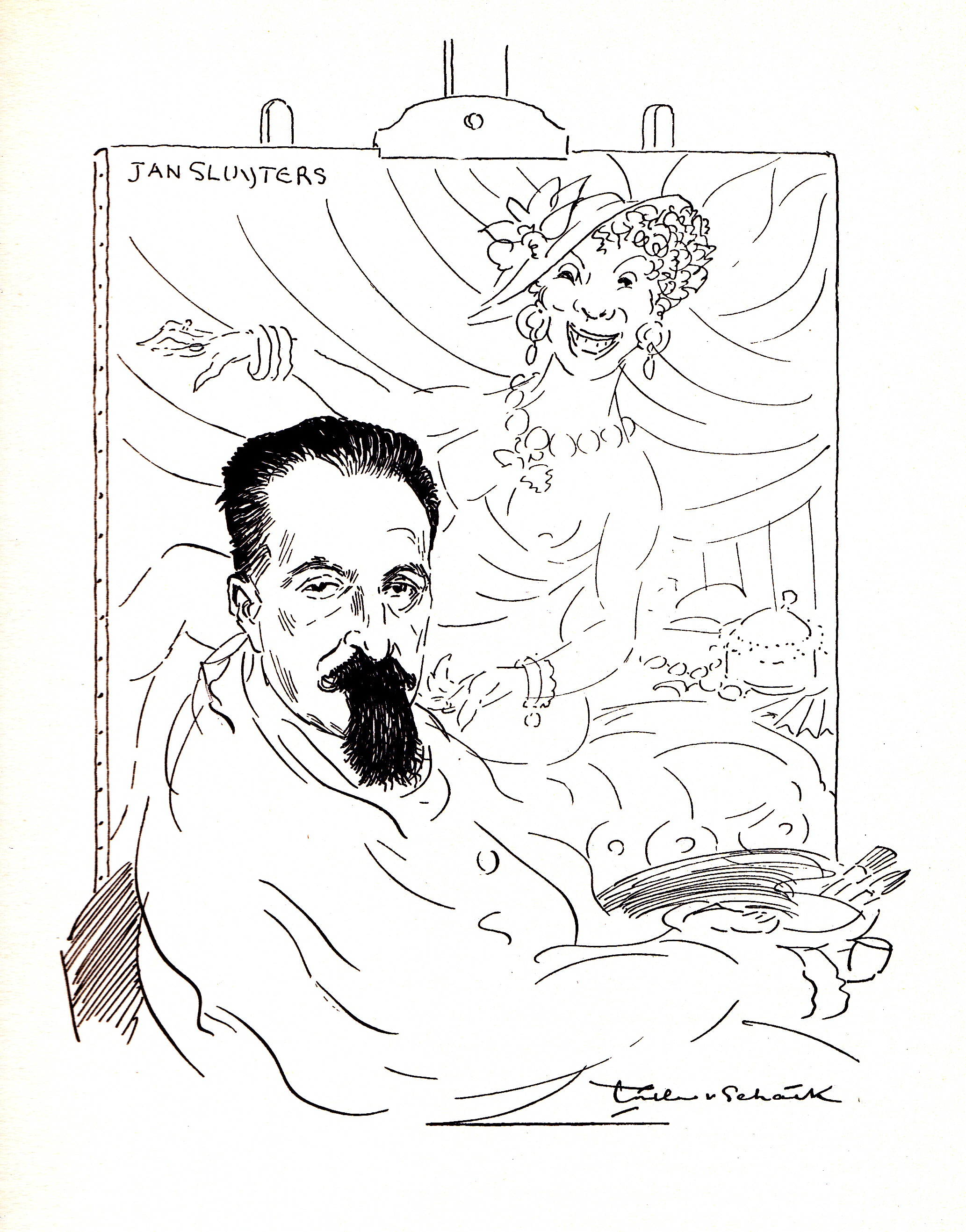
Jan Sluyters
(caricatura por Willem van Schaik)

Johannes Carolus Bernardus Sluijters (Bolduque, 17 de diciembre de 1881 - Ámsterdam, 8 de mayo de 1957), más conocido como Jan Sluyters, fue un pintor holandés, adscrito al expresionismo. Fue miembro de la Escuela de Bergen, junto a Leo Gestel y Charley Toorop. En sus primeras obras mostró la influencia de Van Gogh, Matisse, Toulouse-Lautrec y Breitner. Más tarde se orientó hacia el expresionismo y el cubismo, con un estilo personal de intenso colorido, centrado en la temática del desnudo.

## Colecciones públicas
Entre las colecciones públicas que albergan obras de Jan Sluyters se encuentran:
- Museo Dordrechts, Dordrecht, Países Bajos
- Museo Drents, Assen, Países Bajos
- Museo Boijmans Van Beuningen, Róterdam, Países Bajos
- Museo Noordbrabants, Den Bosch, Países Bajos
- Nederlands Steendrukmuseum, Valkenswaard, Países Bajos
- Rijksmuseum Ámsterdam, Países Bajos
- Singer Museum, Laren, Países Bajos
- Stedelijk Museum Alkmaar, Alkmaar, Países Bajos
- Van Abbemuseum, Eindhoven, Países Bajos
- Museo Van Gogh, Ámsterdam, Países Bajos
- Museum de Fundatie, Zwolle, Países Bajos